# Гречка
СОЛОМІЙКА
Гре́чка — рослина роду Fagopyrum родини гречкові (Polygonaceae).
Зазвичай гречкою називають Fagopyrum esculentum, що може виростати до одного метра на бідних ґрунтах і при короткому літі. Має дуже поживні темні трикутні зерна, які люди вживають для харчування, а також використовують у тваринних кормах. З гречки виготовляють дієтичне гречане борошно або варять гречану кашу.

## Господарське значення

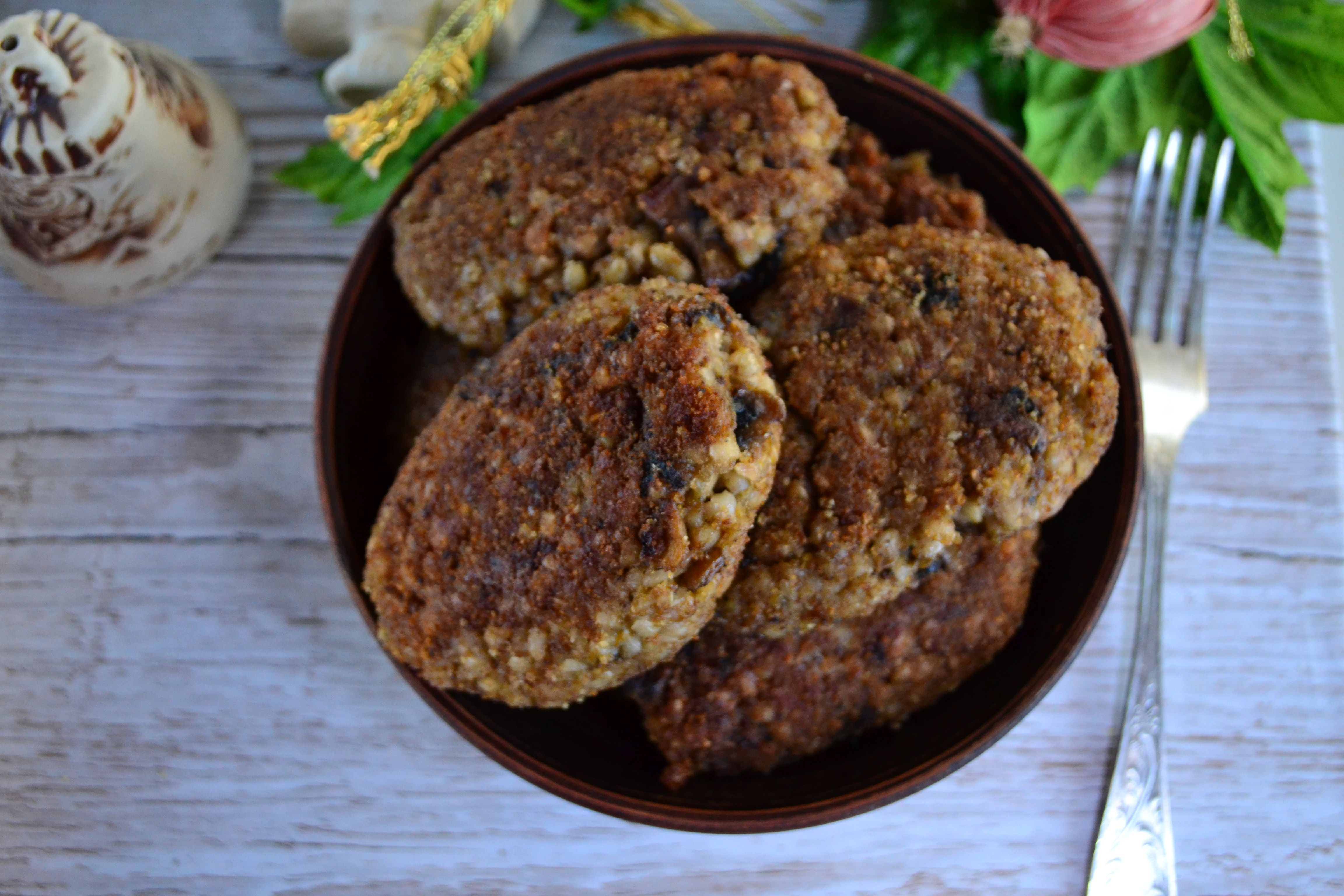
Гречаники з грибами

Гречка, як і просо, рис, належить до найважливіших круп'яних культур і є єдиною незлаковою рослиною в групі зернових культур. Крупа з неї має високі поживні, смакові й дієтичні якості.
У зерні гречки міститься від 10 % до 15 % (у середньому 13,1 %) білка, 67,8 % вуглеводів, 3,1 % олії, 2,8 % золи, 13,1 % клітковини. У складі білка гречки переважають легкорозчинні глобуліни та глютеніни, тому він краще засвоюється і поживніший за білок злакових культур (наближається за якістю до білків зернобобових культур). Містить багато незамінних амінокислот: аргінін (12,7 %), лізин (7,9 %), цистин (1 %), гістидин (0,59 %) та ін. У золі гречки багато фосфорної кислоти (48,7 %), оксиду калію (23,1 %) та оксиду магнію (12,4 %). За вмістом заліза (1,7 %) вона переважає інші круп'яні культури, а також багата на мідь.

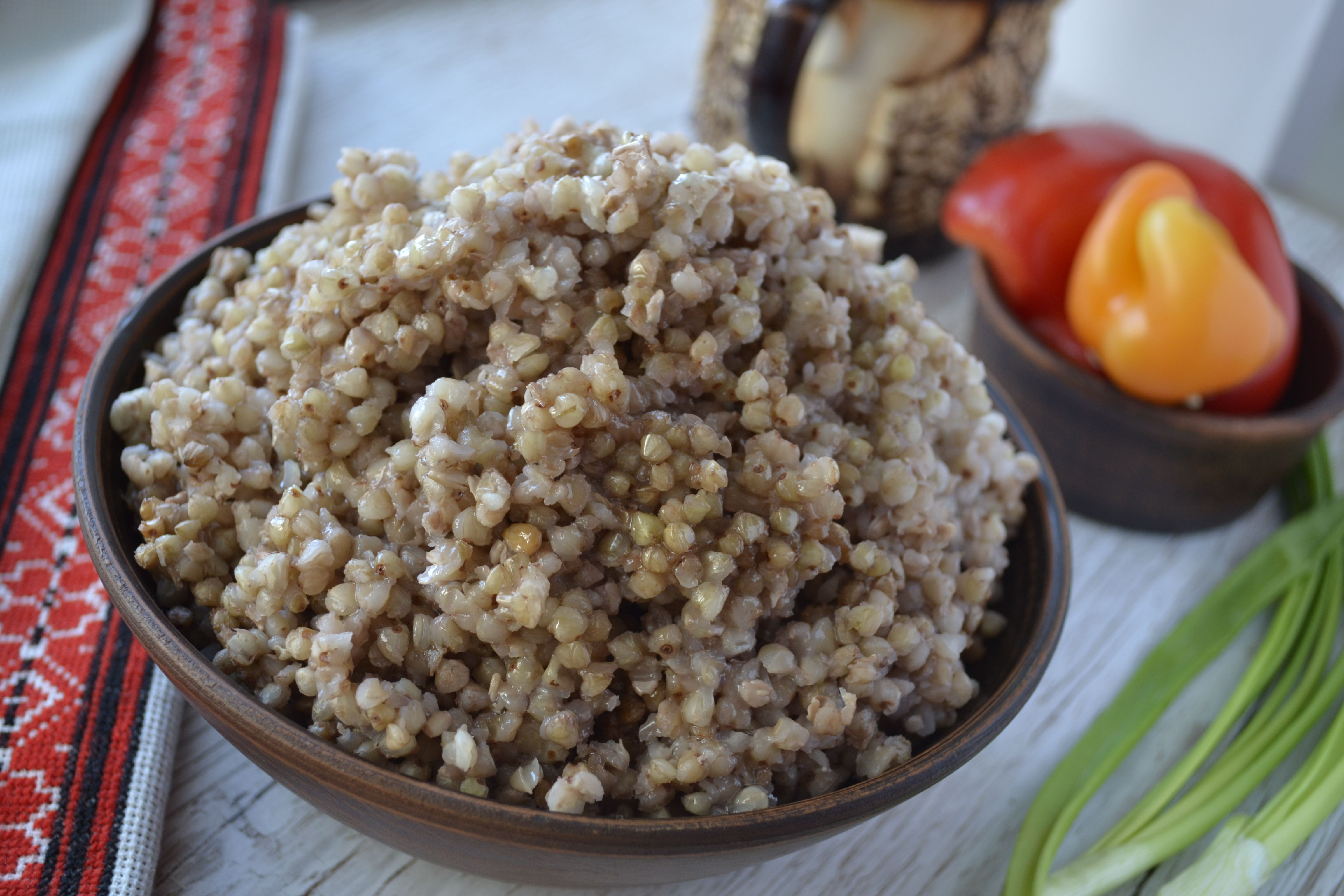
Гречана каша

У зерні гречки містяться органічні кислоти (лимонна, яблучна, малеїнова, щавлева), які сприяють кращому засвоєнню не тільки гречаної каші, а й інших страв, які вживаються після неї. До складу зерна гречки входять такі цінні вітаміни, як B1, В2, В6, Р (рутин), необхідні для нормальної фізіологічної діяльності людського організму. Цим визначається цінність гречки як лікувально-дієтичного продукту харчування.
Гречана крупа швидко розварюється, відзначається високою калорійністю.
Хімічний склад зерна характеризує гречану крупу як важливий продукт харчування, особливо для дітей, літніх людей, а також осіб, хворих на діабет, гіпертонію, склероз, виразкову хворобу шлунка, розлад нервової системи.
Кашу з гречаної крупи вважають національною українською стравою.
Із зерна гречки виробляють гречане борошно, придатне для виготовлення млинців, галушок, вареників, здавна відомих українських «гречаників», печива, макаронів, деяких сортів шоколаду. У хлібопеченні це борошно не використовують через брак у зерні клейковини.
Гречане борошно використовується для виготовлення дієтичного рослинного молока (замінник натурального молока).

## Назва
Поширеною залишається версія, що назва «гречка» з'явилася за часів середньовічної Русі, оскільки цю культуру вирощували в монастирях, ченці яких були греками. Проте гречка була відома в Україні ще до появи християнства і ченців. За іншими версіями назва походить від дієслова «гріти» — адже зазвичай зерна прожарювали і варили, вживаючи як гарячу кашу. Або ж від імені чимось схожих на них плодів гірчиці, які в свою чергу отримали назву за свій гіркий смак (гречані зерна, втім, теж трохи гірчать).
У Східній Європі гречку іноді називали також «татаркою» — імовірно тому, що слов'яни запозичили технології вирощування цієї культури в степовиків, яких з часом почали об'єднувати під назвою «татари».
Італійці і французи іменують гречку «сарацинським зерном», чехи — «поганським», на Піренейському півострові називають «турецьким». Імовірно тому, що познайомилися ці народи з гречкою за посередництвом турків—сельджуків, з якими воювали під час Хрестових походів.
У Німеччині та Північній Європі гречку часто називають «буковим зерном». Саме тому Карл Лінней дав їй латинську назву «фагопірум» — «букоподібний горішок».

## Історія
Батьківщина гречки — Гімалаї та Тибет. Тибетці, а за ними й китайці, корейці, японці і зараз сприймають гречані зерна швидше як насіння, яке частіше просто додають до борошна іншого походження — для кольору чи смаку.
Використовувати гречку як головний інгредієнт у стравах, робити з неї каші, а потім і хліб першими навчилися мешканці степу — кочові і напівкочові іраномовні племена, відомі нам під назвою саків. Саме в могильниках саків на Алтаї знайдені найдавніші археологічні свідчення вживання гречки у їжу. Її вирощування не вимагало такої ретельної обробки землі, як злаки, зростала гречка навіть на поганих ґрунтах, а при необхідності нею можна було годувати й худобу, яка для скотарів була все ж головним багатством.
В саків гречку запозичили споріднені з ними народи — сармати і скіфи. За їхніми посередництвом вона потрапила і до України. Вчені стверджують, що її вирощували і їли мешканці Немирівського городища, розкопаного у Вінницькій області.
Коли скіфів з причорноморських степів витіснили сармати, а тих — гуни і тюрки, прибульці запозичили в попередників і технології вирощування гречки. Завдяки тюркським племенам булгар ця культура поширилася і на захід, і на північний схід, тож певний час вважали першовідкривачами цієї культури.
В Україні гречка набула особливого поширення після навали Батия. Цьому сприяла невибагливість цієї культури. Постійно доглядати за ланами за доби регулярних нападів кочовиків було важко. Навіть з появою козацтва і Запорозької Січі, ця особливість гречки залишалася затребуваною. І вона століттями була «культурою тривожного кордону». Козаки своїх сусідів-селян сприймали насамперед як «гречкосіїв», хоча ті, звісно, вирощували не лише гречку.
З XVI ст. Україна перетворилася на експортера хліба до Західної Європи. Натомість непопулярну на Заході гречку селяни залишали для власних потреб. Зазвичай її сіяли подалі від чужого ока, на схилах ярів тощо. Саме тому гречка вважалася місцем, де найкраще усамітнюватися коханцям, і згодом виник вислів «стрибати в гречку».
XX ст. було для української гречки «часом випробувань». За часів індустріалізації та мілітаризації Сталіну потрібен був хліб, що користувався б попитом на зовнішніх ринках, а гречка такою не була. Згадали про неї лише після Другої світової війни, коли людям доводилося хоч якось виживати в зруйнованій країні. Водночас для радянської статистики, яка звикла міряти «успіхи СРСР» в тонах і декалітрах,– відносно невисока врожайність гречки робила її «неперспективною». Посіви гречки скорочувалися і наприкінці 80-х вона перетворилася на дефіцитний товар.
За часів незалежності українська гречка стала жертвою ринкової конкуренції. Китайське чи російське зерно, навіть нижчої якості, виявилися дешевшими, тож площі, відведені під цю культуру в Україні і далі продовжували скорочуватися.

## Сорти
В Україні з районованих селекційних сортів гречки найбільш поширені: Дев'ятка, Надійна, Оранта, Ольга, Руслана, Син-3/02, Софія та ін.

## Фото

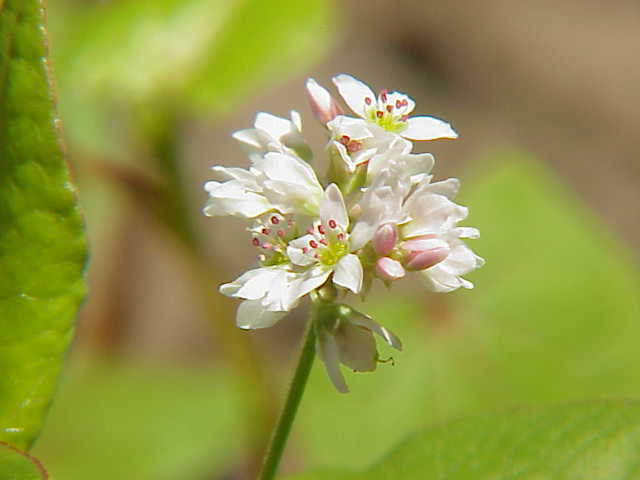
Квіти гречки
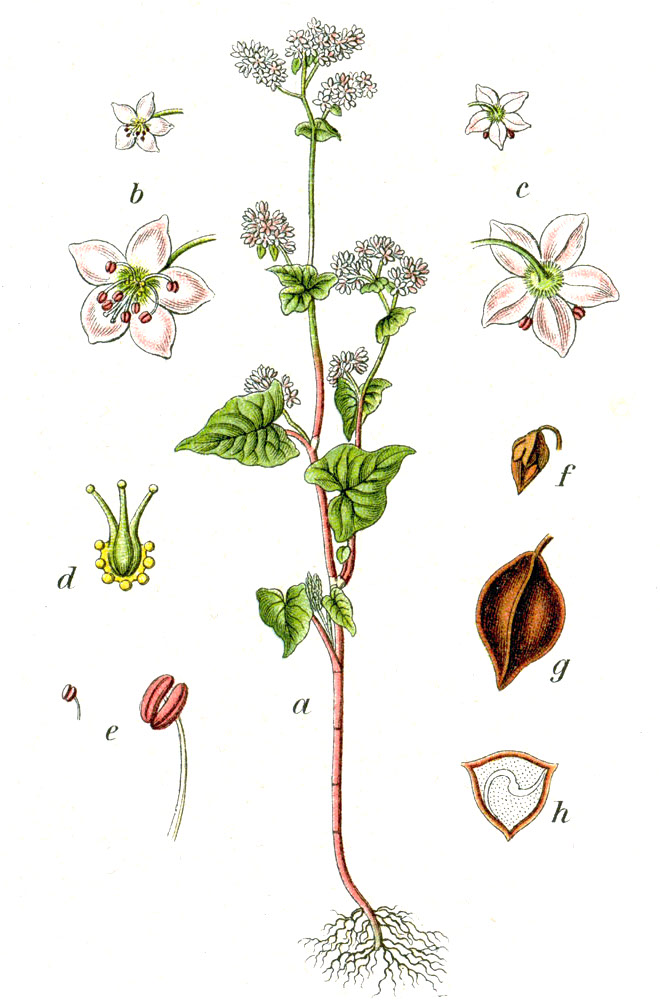
Рослина гречки
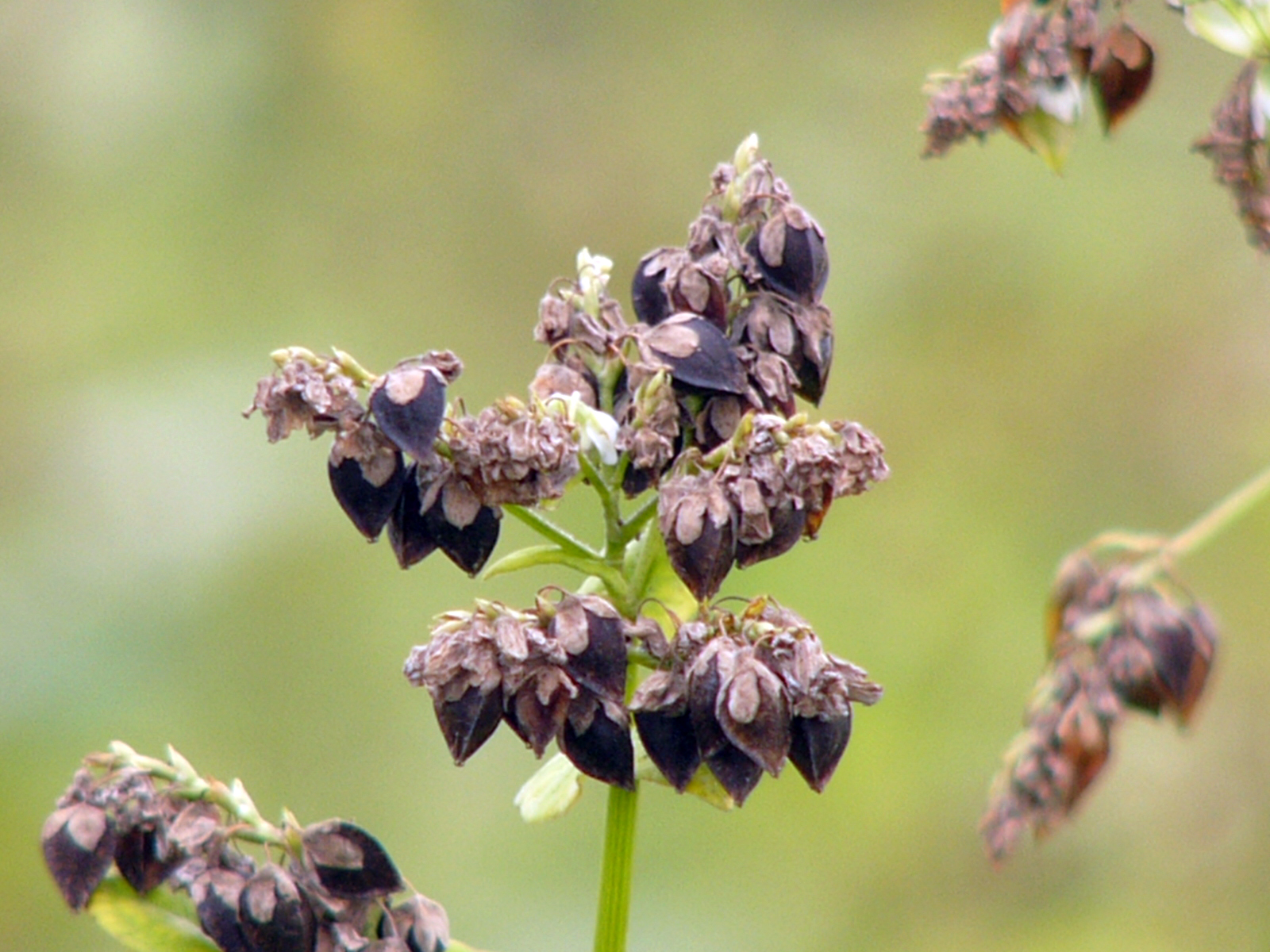
Стигле насіння на рослині
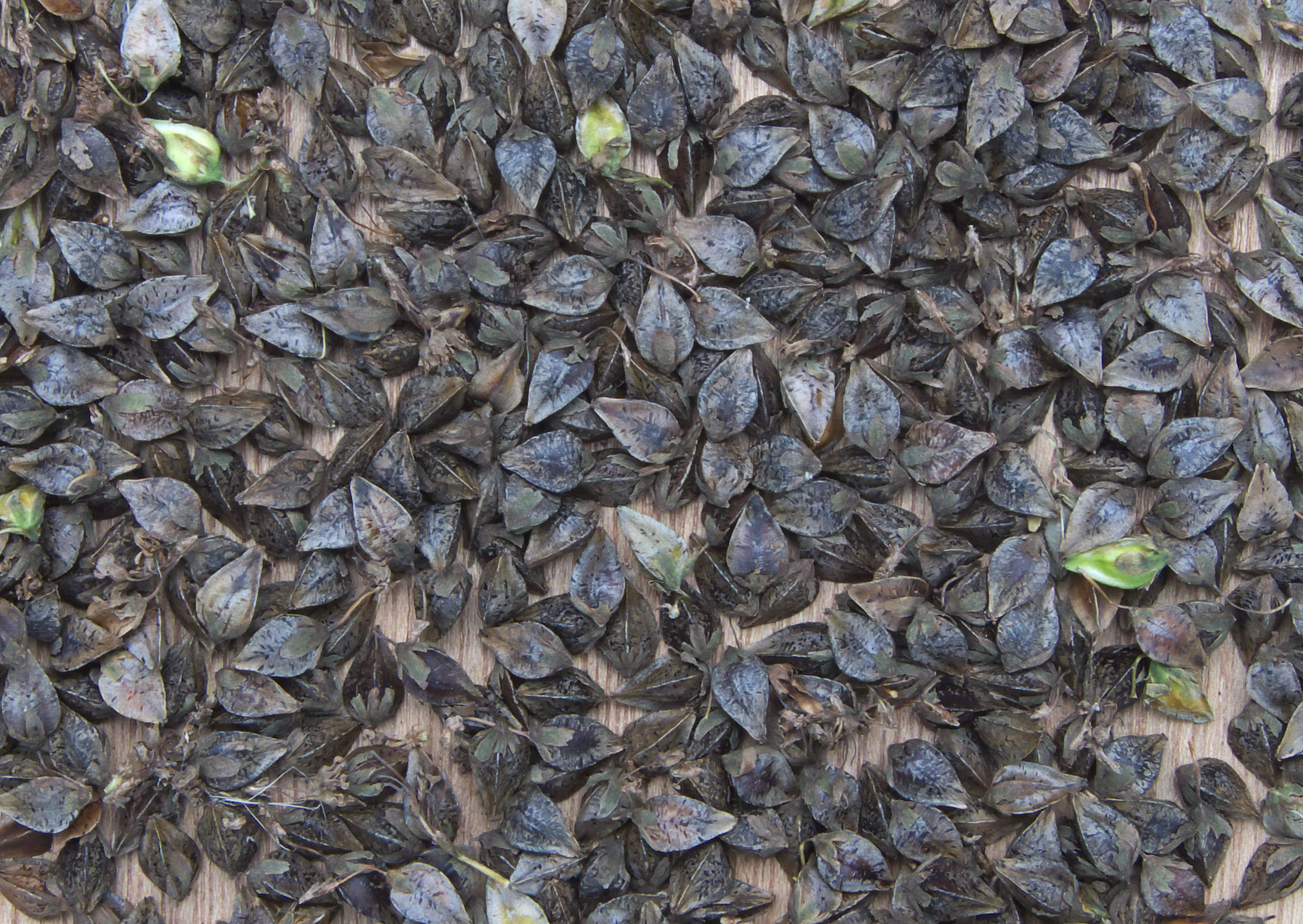
Стигле насіння
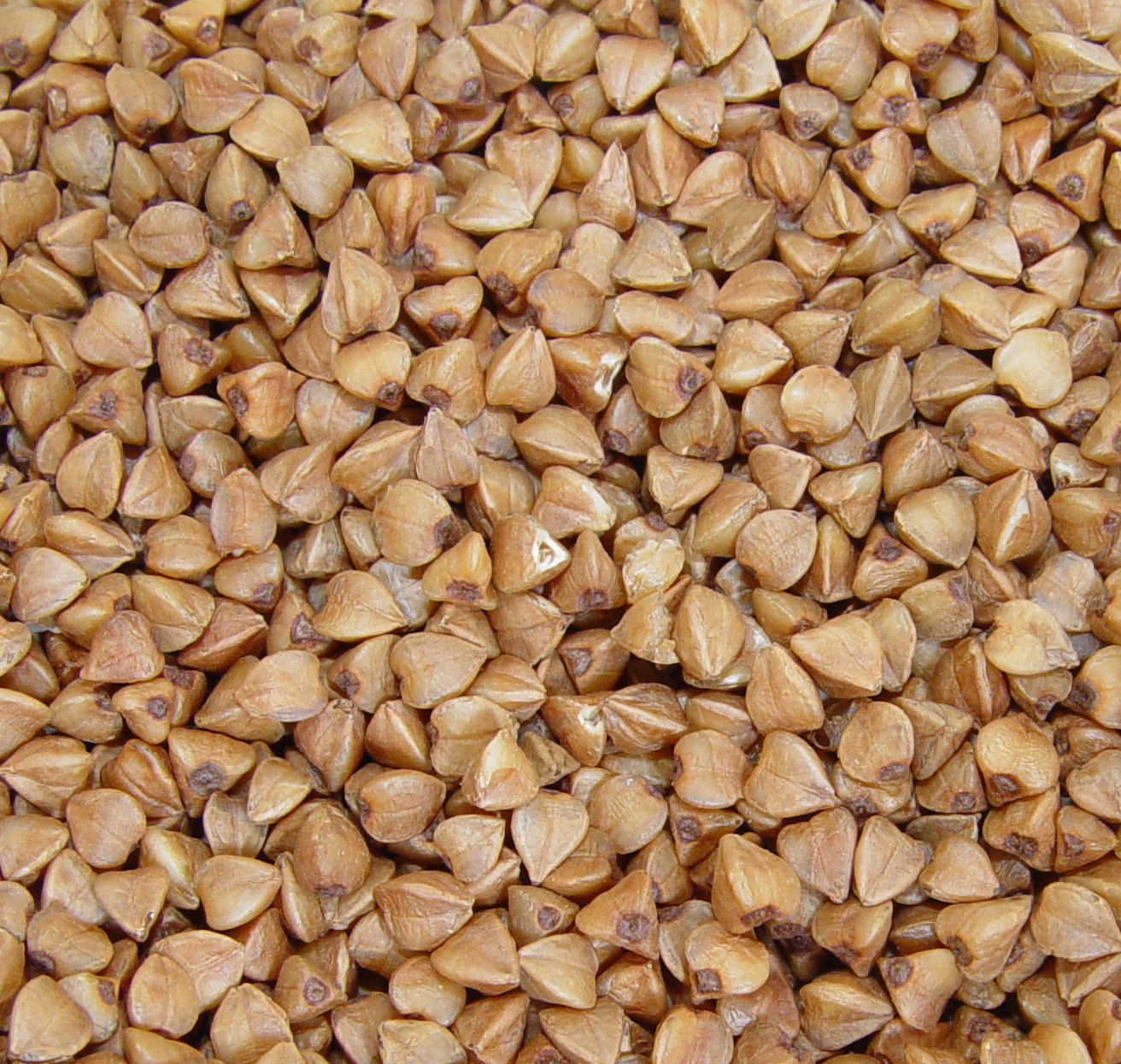
Чищена гречка
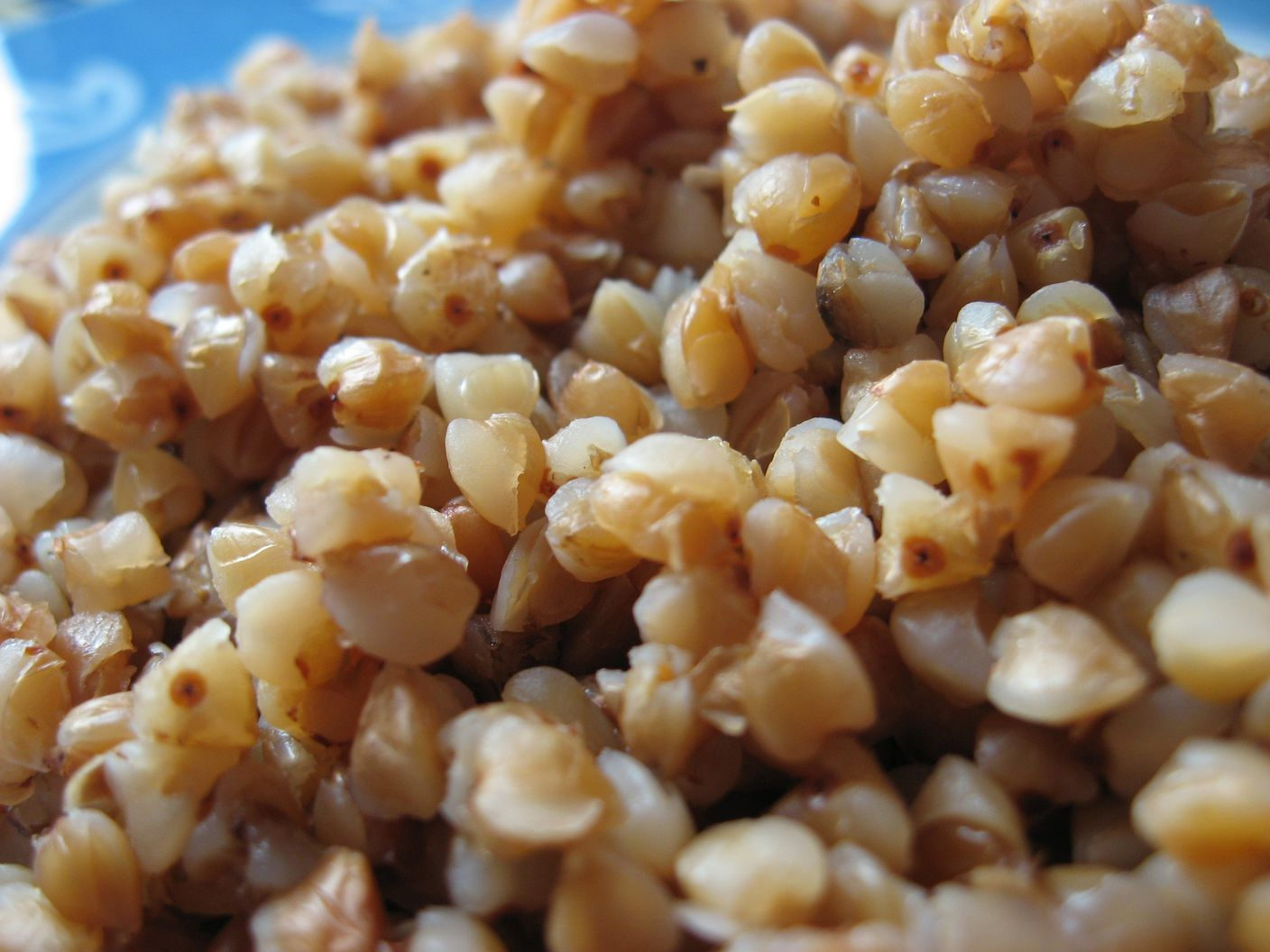
Гречана каша
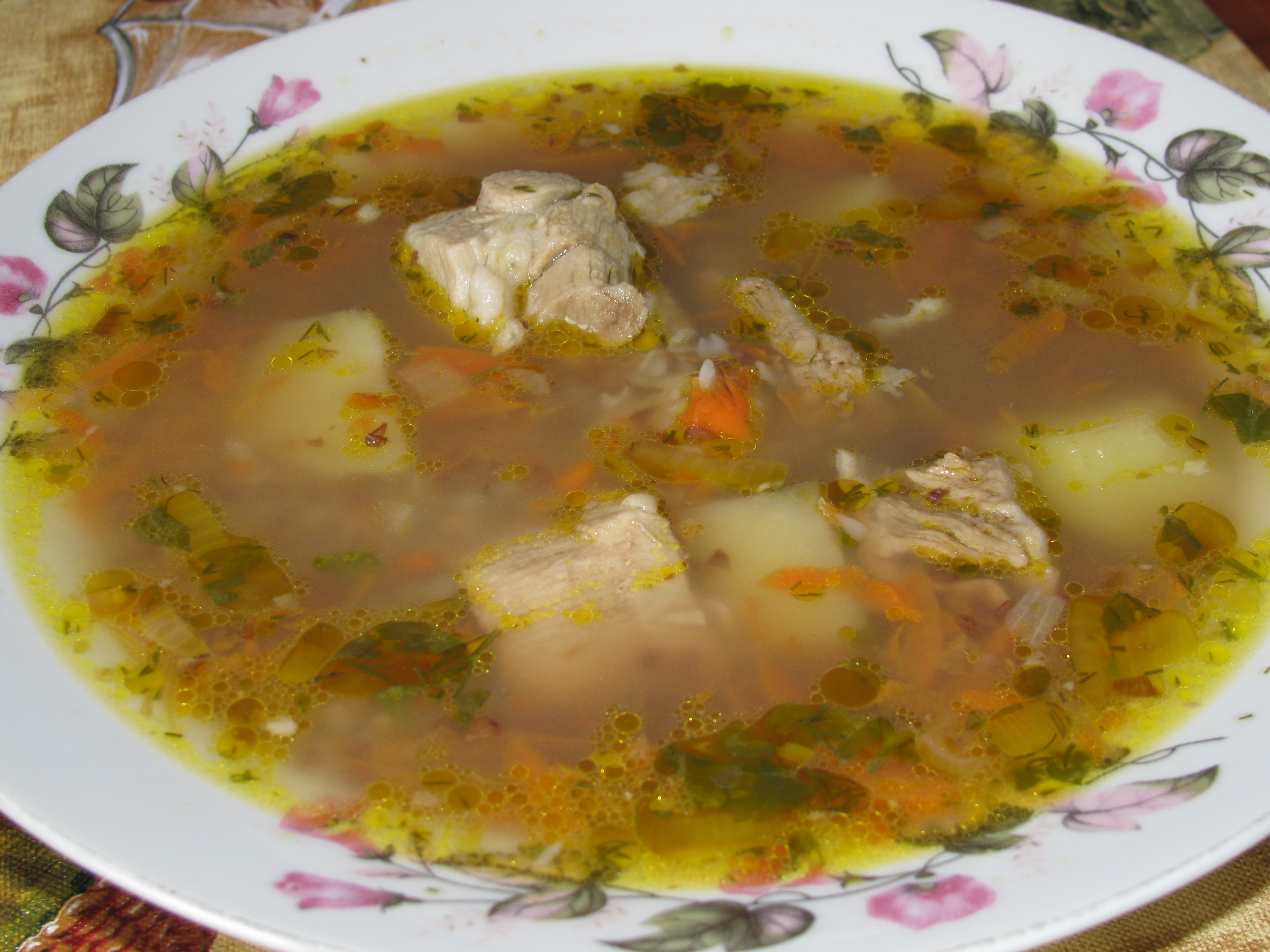
Гречаний суп